# نهر خول
نهر خول (باللغة الهولندية Geul) هو نهر يجري في بلجيكا وهولندا، وهو الرافد الأيمن لنهر الميز.
يقع منبع النهر على ارتفاع حوالي 300 نتر فوق سطح البحر بالقرب من الحدود البلجيكية الألمانية، جنوبي مدينة آخن الألمانية. يبلغ طول النهر قرابة 58 كيلومتر، ويصب في نهر الميز شمالي مدينة ماستريخت الهولندية.